# Nikola Parsanov
Nikola Tacsev Parsanov (bolgárul: Никола Тачев Пърчанов; Pleven, 1930. június 19. – 2014. október 26.) bolgár válogatott labdarúgókapus.
A bolgár válogatott tagjaként részt vett az 1960. évi nyári olimpiai játékokon és az 1962-es világbajnokságon.